# Jerica Vogel
Jerica (Jerca) Vogel, slovenska jezikoslovka, * 6. november 1970, Ljubljana.
Predava na Oddelku za slovenistiko Filozofske fakultete Univerze v Ljubljani. Ukvarja se predvsem z didaktiko slovenščine.